# Остин Бергстром (аэропорт)
Международный аэропорт Остин Бергстром (англ. Austin-Bergstrom International Airport), (ИАТА: AUS, ИКАО: KAUS, FAA LID: AUS) — международный гражданский аэропорт, расположенный в восьми километрах к юго-востоку от делового центра города Остин (Техас), США.
Аэропорт занимает территорию площадью 1717 гектар, расположен на высоте 165 метров над уровнем моря, эксплуатирует две взлётно-посадочные полосы и две вертолётные площадки.
Международный аэропорт Остин Бергстром приступил к обслуживанию пассажирских авиаперевозок 23 мая 1999 года. Согласно статистическим отчётам в 2008 году услугами аэропорта воспользовались 9 039 075 человек.

## История аэропорта
Первый коммерческий аэропорт, обслуживавший пассажирские авиаперевозки города Остин и прилегающих к нему районов, открылся 14 октября 1930 года и был известен как Муниципальный аэропорт имени Роберта Мюллера.
В 1942 году в период Второй мировой войны городское самоуправление Остина передало в безвозмездное пользование приобретённую землю и сам аэропорт правительству Соединённых Штатов на условиях возврата прав распоряжения собственностью обратно городу после того, как отпадёт необходимость в его использовании под военные нужды. С 1942 года аэропорт был преобразован в Авиабазу Бергстром.
В 1950-х годах началась застройка частного сектора в районах, расположенных по пути захода самолётов на посадку в Аэропорту имени Роберта Мюллера. Более того, с увеличением спроса на пассажирские авиаперевозки трафик аэропорта серьёзно увеличился, что не могло не вызвать негативную реакцию жителей окрестных районов аэропорта — население начало жаловаться на шум. Ситуацию использования аэропорта в следующих десятилетиях осложняла короткая взлётно-посадочная полоса длиной 2216 метров, не позволявшая принимать реактивные самолёты класса Boeing 747, в данном периоде авиакомпании American Airlines и Continental Airlines уже широко эксплуатировали крупные лайнеры Douglas DC-10 и Boeing 720, но не могли использовать их на маршрутах в Остин. Операционные мощности аэропорта имени Роберта Мюллера были расширены лишь с четырёх до пяти выходов на посадку, реактивные лайнеры аэропорт не принимал и вопрос строительства нового современного аэропорта встал особенно остро.
Основные регулярные пассажирские рейсы в Аэропорту имени Роберта Мюллера выполняли следующие авиакомпании:
- Delta Air Lines: Атланта, Цинциннати/Северный Кентукки, Даллас/Форт-Уэрт, Солт-Лейк-Сити, Орландо;
- Braniff International: Сан-Антонио — Остин — Вашингтон (Даллес) — Нью-Йорк (JFK);
- Continental Airlines: Хьюстон — Остин-Мидленд/Одесса — Эль-Пасо — Финикс — Лос-Анджелес;
- Trans World Airlines: Мак-Аллен — Остин — Сент-Луис и Остин — Хьюстон (Гобби);
- Texas International: Остин — Лаббок — Амарилло — Денвер;
- Eastern Air Lines: Атланта — Остин — Эль-Пасо;
- Pan American World Airways: Остин — Даллас — Нью-Йорк (JFK);
- Muse Air: Хьюстон (Гобби) — Остин — Мидленд/Одесса — Лас-Вегас — Лос-Анджелес;
- United Airlines: Остин — Корпус-Кристи и Остин — Сан-Антонио.

Власти города Остин приступили к рассмотрению вариантов по строительству нового аэропорта уже в 1971 году, когда Федеральное управление гражданской авиации США (FAA) вынесло предложение о возведении нового регионального аэропорта для обслуживания двух городов: Остин и Сан-Антонио. Предложение FAA в конечном итоге было отклонено.

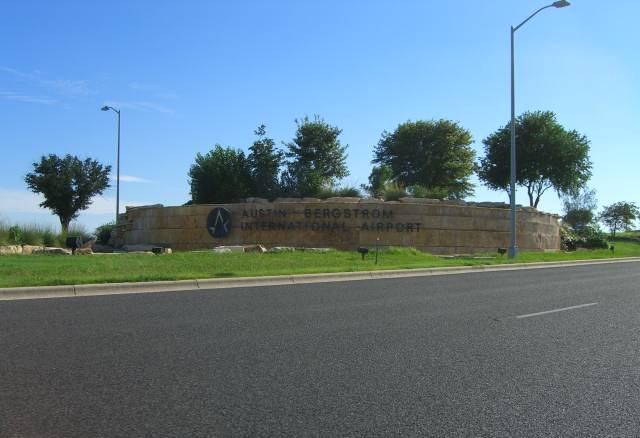
На въезде в Международный аэропорт Остин Бергстром

В 1976 году городское самоуправление предложило командованию Военно-воздушными силами США использовать авиабазу Бергстром в качестве аэропорта совместного базирования, однако военные отвергли это предложение, мотивируя свой отказ отсутствием необходимости в неизбежном нарушении распорядка работы авиабазы.
В 1980-х годах власти городского самоуправления подверглись жёсткому политическому давлению со стороны общественности с целью заставить чиновников выбрать место для строительства нового аэропорта и закрытия Аэропорта имени Роберта Мюллера, находящегося в черте жилых кварталов. Итог референдума 1 ноября 1987 года окончательно закрепил территорию для нового аэропорта, расположенную около небольшого городка Мейнор, после чего власти города начали процедуру приобретения земли, сопровождавшуюся массой исков экологической организации Sierra Club и других сторон, не заинтересованных в расположении аэропорта в черте города Мейнор.
В 1991 году ситуация неожиданно разрешилась другим способом: Федеральная комиссия по закрытию и перегруппировке военных баз (BRAC) приняла решение о закрытии авиабазы Бергстром и разрешила передачу её инфраструктуры в ведение гражданских властей. Власти городского самоуправления Остина тут же приняли решение отказаться от планов по строительству гражданского аэропорта в черте города Мейнор и разместить аэропорт на закрываемой базе Бергстром. В 1993 году прошедшим референдумом избиратели поддержали решение городских властей. Работы по переоборудованию инфраструктура авиабазы начались 19 ноября 1994 года, первые коммерческие рейсы начались 30 июня 1997 года с грузовых авиаперевозок. До окончательного закрытия Аэропорта имени Роберта Мюллера Бергстром использовал код ИАТА AUS, после — взял код ИАТА ABC закрывшегося аэропорта.
5 ноября 2007 года мексиканская авиакомпания VivaAerobus объявила о планах по открытию шести регулярных беспосадочных рейсов на самолётах Boeing 737 в Остин из аэропортов Мексики в Канкуне, Гвадалахаре, Леоне/Бахио, Монтеррее, Пуэбла и Керетаро. Перевозчик получил разрешение на все заявленные рейсы в Министерстве транспорта США и начал выполнение регулярных полётов, однако в 2009 году по причине эпидемии гриппа A/H1N1 Viva Aerobus была вынуждена прекратить все рейсы из Мексики в США.
Будущее
Международный аэропорт Остин-Бергстром в настоящее время находится на заключительной стадии подготовки генплана на 2040 год. Планы предусматривают, помимо прочего, новую взлетно-посадочную полосу длинной 10000 футов (3048 метров) и соответствующие улучшения рулежных дорожек, новый терминал для расширенной регистрации, безопасности, и место сбора / высадки, и новый спутник, подключенный через автоматизированный поезд.

## Инфраструктура аэропорта

### Терминал
Дизайн здания пассажирского терминала Международного аэропорта Остин Бергстром был разработан профессором архитектуры Техасского университета в Остине Ларри Спеком (англ.  Larry Speck). Терминал назван в честь американского чернокожего политика Барбары Джордан. Совокупная площадь здания составила 61 000 квадратных метров. Терминал эксплуатирует 25 выходов на посадку (гейтов), его инфраструктура включает в себя множество торговых точек, ресторанов и даже площадку, на которой местные группы исполняют «живую музыку» в соответствии с нескромным лозунгом «Живая музыка столицы мира».
Новая южная часть пассажирского терминала была введена в эксплуатацию в 2008 году и оборудовалась с учётом прихода в аэропорт мексиканской бюджетной авиакомпании VivaAerobus, которая открыла свои регулярные рейсы 1 мая 2008 года. Южная часть терминала была закрыта 1 июня 2009 года после временного прекращения всех рейсов VivaAerobus в связи с эпидемией вируса гриппа A/H1N1.
В терминале работают залы членов привилегированных бонусных программ поощрения часто летающих пассажиров магистральных авиакомпаний American Airlines и Continental Airlines.

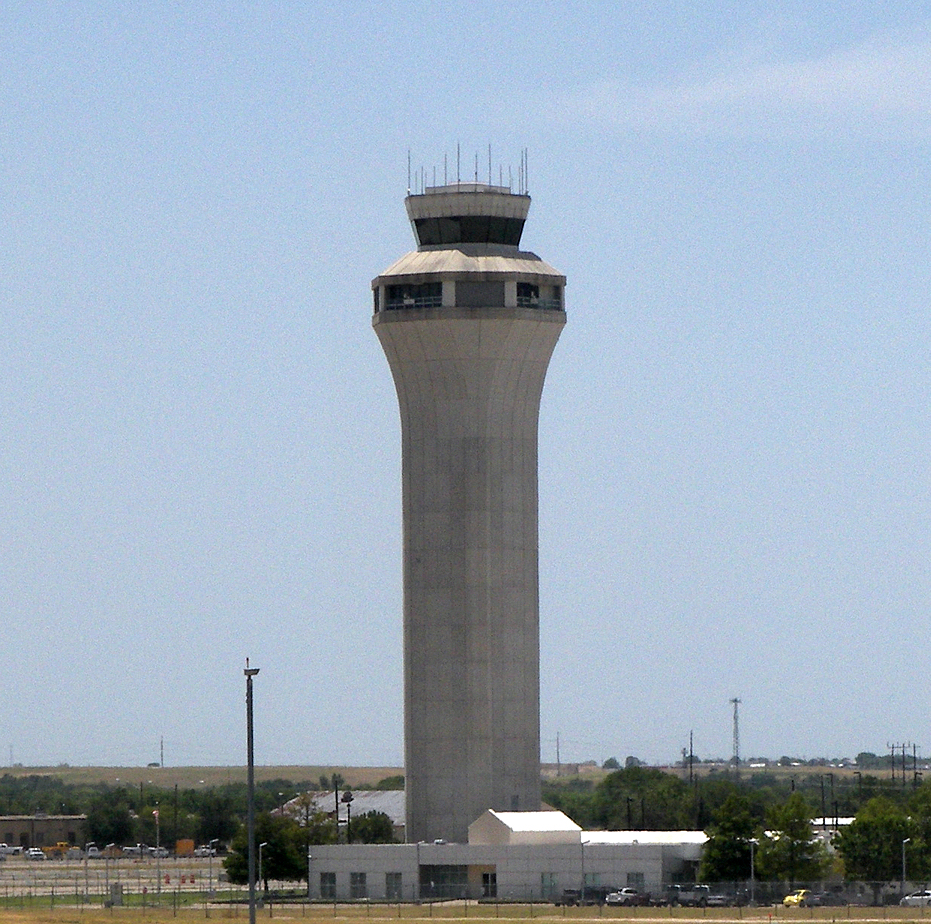
Диспетчерская контрольная вышка Международного аэропорта Остин Бергстром

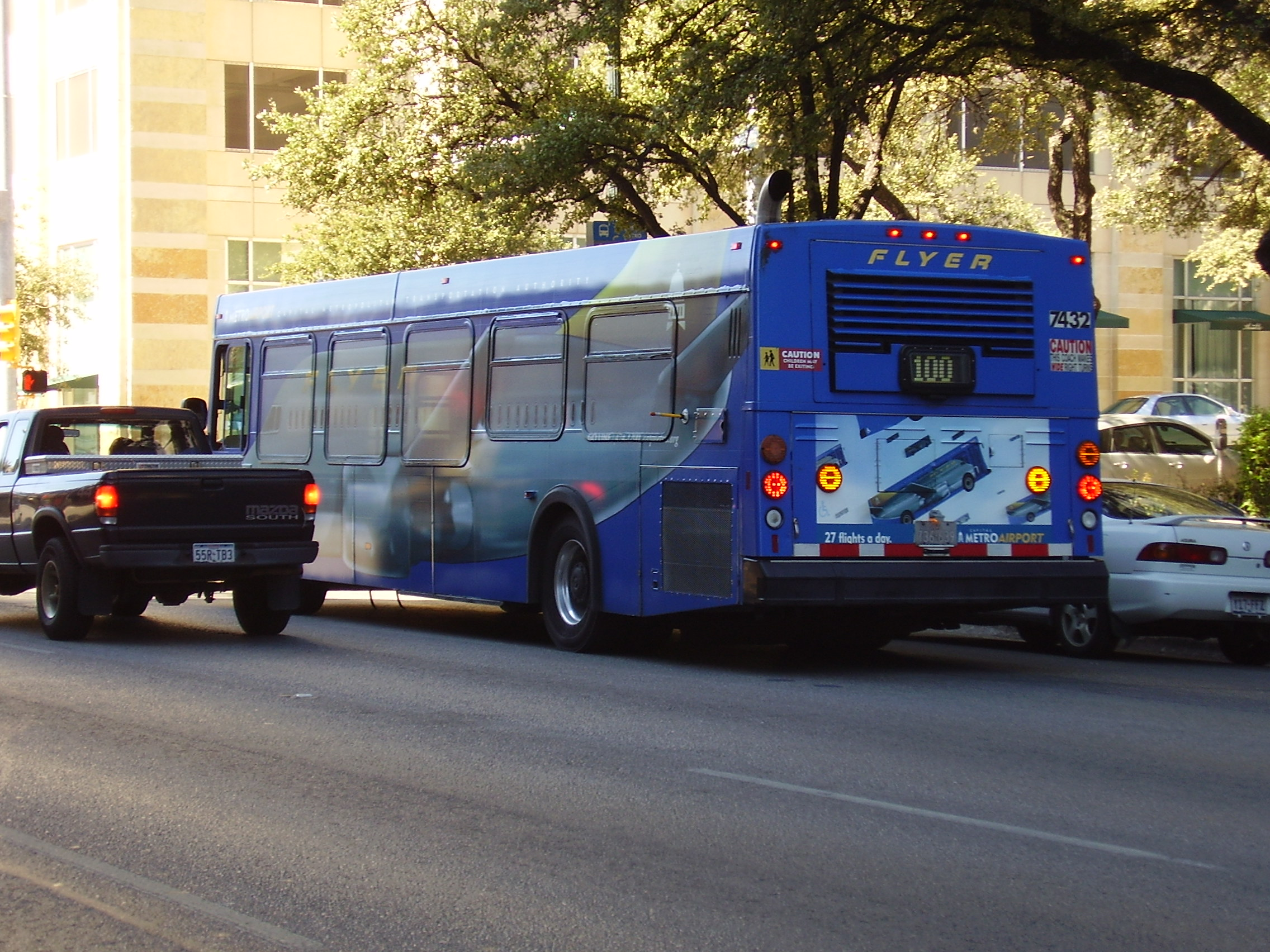
Автобусное сообщение в аэропорту

### Взлётно-посадочные полосы
Взлётно-посадочная полоса 17R/35L, расположенная к западу от пассажирского терминала, досталась аэропорту в наследство от военной авиабазы Бергстром и использовалась военно-воздушными силами США. После открытия гражданских перевозок полоса была реконструирована и увеличена до 3373 метров в длину. Полоса 17R/35L исторически носит название бывшего президента страны Линдона Джонсона.
Взлётно-посадочная полоса 17L/35R имеет длину в 2700 метров, расположена к востоку от пассажирского терминала и имеет параллельное направление с первой ВПП 17R/35L. Полоса носит название в честь бывшего когрессмена США от штата Техас Дж. Дж. «Джейки» Пикли (англ.  J. J. "Jake" Pickle).

## Авиакомпании и пункты назначения
По состоянию на март 2016 года в Международном аэропорту Остин Бергстром работало 17 магистральных авиакомпаний и региональных партнёров.